# Eupetersia lettowvorbecki
Eupetersia lettowvorbecki är en biart som beskrevs av Blüthgen 1928. Eupetersia lettowvorbecki ingår i släktet Eupetersia och familjen vägbin. Inga underarter finns listade i Catalogue of Life.